# 磨洲
22°28′48″N 114°20′02″E / 22.479905°N 114.333783°E
磨洲（英語：或）是香港西貢半島旁的一個島嶼，地區行政上屬於大埔，位於新界大埔區海下灣海岸公園內，銀洲以東。

## 生態
2016年，因刺冠海膽數量增多，珊瑚大面積死亡，磨洲的珊瑚覆蓋率大幅度下降。